# Henrik Nyström
Henrik Nyström (Västerås, 23 april 1969) is een Zweedse golfprofessional.

## Amateur
Op 18-jarige leeftijd is Henrik al scratch golfer. Hij speelt in 1992, 1993 en 1994 in het nationale team, voordat hij eind 1994 besluit pro te worden.

## Professional
Zodra hij professional is, ging hij naar de Tourschool om een spelerskaart voor de Europese PGA Tour te krijgen.
In 2000 wordt hij tweede op het PGA Kampioenschap in Schotland. Winnaar is Pierre Fulke.
Hij slaagt er tot eind 2007 niet in zijn tourkaart te houden. Hij wordt dat jaar 3de op het Telecom Italia Open, wat altijd een laag genoteerd evenement is, en 8ste in Rusland, waarmee hij bijna viermaal zoveel verdient. In 2007 komt Henrik Nyström als eerste golfer in de Lynn University Athletics Hall of Fame.
In 2008 wordt hij 144ste op de Order of Merit en verliest zijn spelerskaart weer. Hij verdient hem snel terug als hij op de Tourschool op de PGA Golf de Catalunya eindigt als 26ste. Hij eindigde in zijn carrière drie keer op de tweede plaats op een toernooi van de Europese PGA Tour.